# フォンタンカ川
フォンタンカ川（フォンタンカがわ、ロシア語: река Фонтанка、英語: Fontanka River）はロシアのサンクトペテルブルクを流れる川。フォンタンカ運河とも呼ばれる。主要河川であるネヴァ川左岸の夏の庭園から発し、市の中心部（中央地区、アドミラルティスキー地区）を流れて、ネヴァ川が大・小ネヴァ川に分かれた後の大ネヴァ川のすぐ南で、共にフィンランド湾へ流れ込む。フォンタン（ロシア語: фонтан）は噴水の意味で、この川の水が夏の庭園の噴水に使われたことに由来するという 。
全長は6.7 km、川幅は最大で70 mに達する。夏の庭園を過ぎたところの右岸からモイカ川が分流する。全部で15の橋が架けられていて、目抜き通りのネフスキー大通りがその上を通るアニーチコフ橋がつとに有名である。夏季には観光船が行き来する。また、ドストエフスキーなどの小説にも登場する 。